# الاتحاد العربي للمخلصين الجمركيين
بعد الموافقة العربية على إقامة سوق عربي مشترك وتذليل الصعوبات والمعوقات أمام التجارة البينية نشأت فكرة تأسيس اتحاد عربي للمخلصين الجمركيين ليضم كافة منظمات ومؤسسات وشركات التخليص الجمركي في الوطن العربي. وذلك لتتمكن هذه المؤسسات والشركات من العمل تحت مظلة قانونية وكيان رسمي معترف به عربياً. وذلك من أجل تحقيق الحماية لكل من المستثمر العربي وكذلك المستهلك العربي وتوعيته بحقوقه التي أقرتها الجمعية العامة للأمم المتحدة بقرارها رقم 248/39 بتاريخ 9 ابريل 1985 لضمان الالتزام بها في كافة أقطار الوطن العربي خصوصا في هذه المرحلة التي اعتمدت بها نظم وسياسات اقتصادية جديدة في معظم الأقطار العربية والتي أصبح معها وجود منظمات لحماية [[الجمرك (توضيح)|المخلص الجمركي]] ضرورة للحد من الآثار السلبية لتطبيق هذه السياسات على المستهلك العربي وتعظيم الإيجابيات.

## نشآه الاتحاد العربي للمخلصين الجمركيين
أُنشئ هذا الاتحاد وفقاً للائحة النظام الأساسي الموحد للاتحادات العربية النوعية المتخصصة واتفاقية الأحكام الأساسية لها، والتي تم إقرارها بمعرفة مجلس الوحدة الاقتصادية العربية في دور الانعقاد الثامن والثلاثين (القرار رقم 820 / د 38 بتاريخ 2/12/1981). وقد صَدَّقت جمهورية مصر العربية على اللائحة والاتفاقية بموجب قرار رئيس الجمهورية رقم 103 لسنة 2006 وتصديق مجلس الشعب عليها. وتم إيداع وثيقة التصديق بالأمانة العامة لمجلس الوحدة الاقتصادية العربية في أغسطس 2006. وقد وافق مجلس الوحدة الاقتصادية العربية في دورته رقم 104 بتاريخ 25/05/2017 م، بموجب قرار رقم 1737/ د104 على طلب الاتحاد العربي للمخلصين الجمركيين بشأن الانضمام إلى الاتحادات العربية النوعية المُتخصصة العاملة في نطاق المجلس.
ويتمتع الاتحاد بالشخصية الاعتبارية وله الأهلية الكاملة لمزاولة أعماله وتحقيق أهدافه، كما يتمتع الاتحاد باستقلال إداري ومالي، ويتمتع مقر الاتحاد في القاهرة وفروعه ومكاتبه بالمزايا والحصانات المنصوص عليها في اتفاقية مزايا وحصانات مجلس الوحدة الاقتصادية العربية وكذلك وفقاً لما يتم الاتفاق عليه مع الدول المعنية. وكذلك يتمتع كلٌ من: أعضاء مجلس إدارة الاتحاد والمجلس الاستشاري والأمانة الدائمة ورؤساء فروع ومكاتب الاتحاد بالمزايا والحصانات المنصوص عليها في اتفاقية مزايا وحصانات مجلس الوحدة الاقتصادية العربية وكذلك وفقاً لما يتم الاتفاق عليه مع الدول المعنية.

## أهداف الاتحاد واختصاصاته

### بعض من الاهداف على سبيل المثال وليس الحصر
- توعية المصدرين والمستوردين والمخلصين الجمركيين باليات العمل داخل الدوائر الجمركية المتعددة من خلال قيام دورات وورش عمل.
- تفعيل الاتفاقيات العربية المشتركة ومنها اتفاقية تيسير.[2]
- العمل على إزالة المعوقات والمشاكل الإجرائية في المنافذ الجمركية والتي تعتبر من معوقات التبادل التجاري بين الدول العربية.
- التنسيق مع الجهات ذات العلاقة فيما يخص تكلفة النقل البري المرتفع بين الدول العربية.
- الدعم الحقيقي للجمارك العربية فيما يخص مكافحة الغش التجاري والتهرب الضريبي وإقامة علاقات تعاون مع الهيئات العربية الأخرى ذات العلاقة بمجال عمل الاتحاد ونشاطه (هيئة الغذاء والدواء – المواصفات والمقاييس-... الخ).
- تحرير التجارة البينية العربية وتذليل المعوقات والصعوبات للوصول إلى تكامل اقتصادي عربي.
- إنشاء وتطوير علاقات إعلامية من خلال عمل موقع إلكتروني خاص بالاتحاد وعمل صفحات للتواصل الاجتماعي "Social Media" (فيسبوك – تويتر – يوتيوب – إنستجرام -... الخ) يتم من خلالها مناقشة آخر المستجدات في الجمارك العربية والجهات ذات العلاقة.
- المشاركة الفعالة في سرعة قيام الاتحاد الجمركي الموحد.

### ويتم ذلك من خلال المساهمة والمشاركة بفاعلية في وضع السياسات والإجراءات التالية ودخولها حيز التنفيذ ومنها
1. توحيد النظم والإجراءات الجمركية والمالية والخاصة بالإستيراد والتصدير وإعادة التصدير.
2. تعرفة جمركية موحدة تجاه العالم الخارجي.
3. تفعيل نقطة الدخول الواحدة والتي يتم فيها تحصيل الرسوم الجمركية.
4. معاملة السلع المنتجة في الدول العربية معاملة المنتجات الوطنية للدولة.
5. إنشاء شركات عربية مشتركة متخصصة تعمل في مجال الإستثمار والتخليص الجمركي.

### المحاور الرئيسية: - ويمكن تحديد بعض المحاور المزمع العمل عليها ومنها
1. تعزيز العلاقات الجمركية بين الدول العربية من جهة وكذلك بين المنظمات الدولية والإقليمية لما يدعم التنمية الاقتصادية.
2. بناء القدرات وتنمية الموارد البشرية والمتعلقة بالعمل الجمركي.
3. نشر الوعي والمعرفة في مجال التخليص الجمركي.
4. الوصول إلى الحد من المخالفات الجمركية وضمان حماية حقوق الملكية الفكرية.
5. التنسيق مع الجهات الأمنية للدول فيما يخص مكافحة تهريب المخدرات والجرائم والمواد الخطرة.
6. زيادة حجم التبادل التجاري بين الدول العربية وبحث البرامج والآليات التي تحقق ذلك.
7. الدعم الحقيقي لحركة التجارة البينية ومنها إتفاقية إقامة منطقة التجارة العربية الحرة الكبرى وهي حلف اقتصادي بين الدول العربية للوصول إلى التكامل الاقتصادي والتبادل التجاري منخفض الرسوم الجمركية.
8. الوصول إلى تطبيق مشروع النافذة الواحدة في جميع الجمارك العربية والاتفاق على النموذج الجمركي العربي الموحد.
9. تذليل العقبات والصعوبات التي تواجه المستثمر العربي لضمان عودة الأموال العربية المهاجرة إلى الدول الأخرى.
10. تسهيل إجراءات إصدار رخص التخليص الجمركي في المنطقة العربية.
11. المساهمة في الحد من مشكلة شبكات النقل البري والبحري والشحن لما لها من تأثير واضح في تعزيز التجارة البينية.
12. التنسيق مع الجمارك العربية وبشكل دائم فيما يخص التعريفة الجمركية والإعفاءات والرسوم المقيدة.
13. التنسيق مع الجهات ذات العلاقة فيما يخص تكلفة النقل البري المرتفع بين الدول العربية للوصول إلى مرحلة التنافسية مع تلك السلع المستورة من دول أجنبية.

### الأنشطة السنوية: - هناك بعض الأنشطة السنوية والتي تساهم بشكل فعال في رفع كفاءة العمل ومنها:-
- إقامة المؤتمرات والندوات واللقاءات والتي من شأنها ربط جذور التواصل بين الجمرك والمخلص الجمركي والمستورد والمصدر.
- ملتقى سنوي يتم من خلال تحديد الأولويات لضمان انسيابية حركة التجارة العربية وطرق تعزيزها.
- عمل مجلة سنوية خاصة بالاتحاد.[3]

## الانجازات
من بداية نشآه الاتحاد العربي للمخلصين الجمركيين وهو يقدم مجهود رائع داخل مجلس الوحدة الاقتصادية العربية في مجال الجمارك والتخليص الجمركي والمساعدة في تطوير التجارة البينيه على مستوى الوطن العربي من خلال عدة اتفاقيات وزيارات لجمارك الدول العربيه الكويتية واللبنانية والأردنية والبحرين والسودانية وكثير من الاتفاقيات وبروتوكولات يوقعها الاتحاد ونذكر منها على سبيل المثال وليس الحصر.
توقيع بروتوكول تعاون بين الاتحاد العربى للمخلصين الجمركيين ووزراة التجارة والصناعة المصرية.
توقيه بروتوكلات تعاون مع نقابه أصحاب شركات التخليص ونقل البضائع بالأردن.
توقيع اتفاقية تعاون مع نقابه مخلصي البضائع المرخصيين في لبنان.
توقيع بروتوكل تعاون مع نظيره الاتحاد العربي للقياس والمعايير.
توقيع بروتوكول تعاون عربي بين اتحاد المخلصيين الجمركيين وتنمية الصادرات الصناعية.
توقيع بروتوكل تعاون بين الاتحاد العربي للمخلصين الجمركيين وقطاع الاتفاقيات للتجارة الخارجية المصرية.
بروتوكول تعاونوبين الاتحاد العربي للمخلصين الجمركيين واتحاد المناطق الحرة.
بروتوكل تعاون بين الاتحاد العربي للمخلصين الجمركميين واتحاد وكلاء التخليص الجمركي بالسودان. 

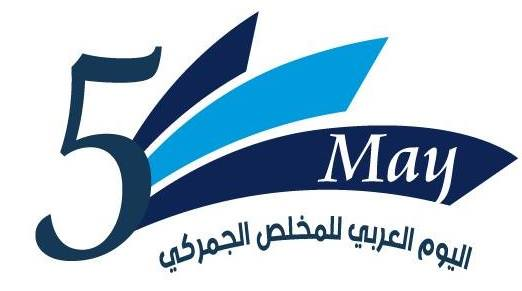
الشعار الخاص بيوم 5 مايو يوم المخلص الجمركي العربي الذي اعتمده الاتحاد العربي للمخلصين الجمركيين كيوم سنوي للمخلص الجمركي العربي من مجلس الوحدة الاقتصادية العربية وجامعة الدول العربية.

ومن انجازات الاتحاد العربي للمخلصي الجمركيين هو أول من فعل واعتمد يوم سنوي للمخلص الجمركي العربي يوم 5 مايو من كل عام وتحت اسم اليوم العربي للمخلصين الجمركيين واعنمد هذا اليوم من مجلس الوحده الاقتصادية العربية وشهدت العاصمة لجمهورية مصر العربية (القاهرة) بفاعليات أول مؤتمر عربي للمخلصين الجمركيين بفندق نيل ريتز كارلتون يوم 5 مايو 2018 بحضور أبرز الشخصيات الاقتصاديه بالوطن العربي ومجلس الوحدة الاقتصادية ووزراء الاقتصاد ورؤساء الجمارك وشهد المؤتمر توقيع عدة بروتوكولات مع الجمارك المصرية والجمارك اللبنانية والجمارك السودانية وغطى المؤتمر العديد من الصحف الوطنية منها الاهرام والجمهورية والأخبار اليوم وعديد من الصحف الإلكترونية.

## مؤسسين الاتحاد
- رئيس الاتحاد العربي للمخلصين الجمركيين الدكتور / ممدوح الرفاعي (سعودي الجنسية)
- نائب رئيس الاتحاد العربي للمخلصين الجمركيين الأستاذ / طه محمد قليصي (يمني الجنسية)
- أمين عام الاتحاد العربي للمخلصين الجمركيين الأستاذ / عبد الله ميشال موصلي (لبناني الجنسية)[47]

### أعضاء مجلس الإدارة
- الأستاذ/ رضا محمد حسين (مصر)
- الأستاذ/ محمد طلال (المغرب)
- الأستاذ/ محمد حامد اليامي (السعودية)
- الأستاذ/ نجا إلياس أبي جرجس (لبنان)
- الأستاذ / سعدون مزيد الحسيني (الكويت)

### أعضاء الجمعية العمومية
- الأستاذ/ عبد الله جار الله الفواز (السعودية)
- الأستاذ/ زهير أحمد عبد الله (السـودان)
- الأستاذ/ تيسير موفق الخضري (الأردن)
- الأستاذ/ وصفي حسن أحمد شواقفة (الأردن)
- الأستاذ/ عبد الله رزيق الحربي (السعودية)
- الأستاذ/ محمد يحي عبد الهادي (مــصر)

## اقرأ أيضاً
- مجلس الوحدة الاقتصادية العربية
- جامعة الدول العربية
- تعريفة جمركية
- مخلص جمركي